# Прва посланица Тимотеју
Прва посланица Тимотеју је једна од књига Библије и Новог завета. Припада у пасторалне посланице заједно с Другом посланицом Тимотеју и Посланицом Титу. Традиционално се приписује апостолу Павлу, за време његова боравка у Македонији. Посвећена је Тимотеју, Павловом сараднику, који се тада налазио у Ефесу. Скраћеница књиге је 1 Тим.

## Аутор посланице
Стручњаци су се поделили око ауторства посланице. Мањина сматра да је аутор св. Павле, како и пише у почетку ове посланице: „Од Павла, апостола Исуса Христа, по заповијести Бога спаса нашега и Господа Исуса Христа, нада нашега“ (1 Тим 1,1). Тако су сматрали и хршћани првих векова наше ере. Тек се у последњих 200 година јављају израженије сумње да пасторалне посланице није написао Павле. Могуће је да их је написао анонимни хршћанин школован у духу Павловог учења. Сматра се да је пасторалне посланице написао исти аутор. Посланица Титу врло је слична Првој посланици Тимотеју, будући да деле сличне изразе и сличну радњу. 
Они који сматрају да је аутор апостол Павле време настанка посланице смештају пред крај његова живота између 62. и 67. године. Остали сматрају да је писана крајем I века или у првој половини II века.

## Тимотеј
Тимотеј се први пута спомиње у Делима апостолским (Дап 16,1). Његова мајка Евникија и бака Лоида се спомињу у Другој посланици Тимотеју (2 Тим 1,5). Тимотеј је упознао Павла, током његове друге посете Листри. Павле га је преобратио на хришћанство и постао његов ментор. Заједно су ишли на бројна мисијска путовања. Тимотеј је помагао Павлу, проповедао и ширио Јеванђеље с њим, али и појединачно.